# لجنة الحقيقة والعدالة والمصالحة في كينيا
تأسست لجنة الحقيقة والعدالة والمصالحة في كينيا (TJRC) عام 2008. تميز تاريخ كينيا الحديث ليس فقط بنضالات التحرير ولكن أيضًا بالصراعات العرقية والأنظمة شبه الاستبدادية والتهميش والعنف السياسي، بما في ذلك الانقلاب عام 1982 وحرب شيفتا والعنف والشغب التالي لانتخابات 2007.
شملت حصيلة أعمال العنف التي عقبت الانتخابات عام 2007 مقتل ما يقارب 1500 فرد و3000 حالة اغتصاب و300000 فرد نازح داخلياً. اندلعت أخطر حلقة من هذا النزاع على مدار 59 يومًا بين يوم الانتخابات 27 كانون الثاني/ ديسمبر عام 2007 و28 شباط/ فبراير عام 2008. تم التوصل إلى تسوية سياسية، حيث وقع الطرفان المتنازعان على اتفاق وطني بعد جهود الوساطة التي بذلتها مجموعة من الشخصيات البارزة في الاتحاد الأفريقي يرأسهم السيد كوفي عنان.

## الخلفية
على الرغم من سمعة وادي ريفت العظيم باعتباره مهد الإنسانية والتعايش الإيجابي، عانت الشعوب التي تعيش هناك من انتهاكات حقوق الإنسان جماعية في الجزء الأخير من القرن العشرين. حدث عنف جماعي في كينيا طوال فترة تزيد عن 40 عامًا، مما جعل من الصعب تعريفها بشكل ملموس على أنها فترة عنف بعد الانتخابات. لفهم الأحداث التي عقبت انتخابات 1992 و2007 في كينيا، يتوجب أولًا فهم التركيب العرقي المعقد للدولة الكينية.
تعد القبائل المتورطة بشكل أساسي في العنف السياسي هما شعب الكيكويو (22% من سكان كينيا في عام 2008) وشعب كالينجين (22% من سكان كينيا لعام 2008)، من ناحية أخرى، توجد العديد من القبائل الأصغر الأخرى يسكنون كينيا أيضًا. تعود هذه التوترات العرقية إلى أحداث وقعت قبل الاستقلال عندما أجبر المستعمرون البريطانيون قبيلة كالينجين الرعوية أو الريفية على مغادرة أراضهم لتحسين وادي ريفت زراعيًا. جلب المستوطنون فلاحي شعب كيكويو للعمل كمزارعين بالعمولة في الأراضي البريطانية، وأدت المنافسة المستمرة على الثروة الاقتصادية والسلطة إلى تفريق القبيلتين.
زاد التوتر بين هاتين القبيلتين لاحقًا عند اختيار المسؤولين الحكوميين بعد الاستقلال في عام 1963، جومو كينياتا، من قبيلة كيكويو، رئيسًا فيما احتل دانييل موي، من قبيلة كالنجين، منصب نائبٍ للرئيس. بعد وفاة كينياتا، استولى موي على السلطة وشدد قبضته على كينيا من خلال الرقابة وانتهاكات حقوق الإنسان. في عام 1991، أُقر إصلاح دستوري يسمح بتعددية الأحزاب في كينيا، وبعد فترة وجيزة في عام 1992، أجريت أول انتخابات متعددة الأحزاب منذ الاستقلال. فاز موي بالانتخابات إلا أن كثيرين شككوا في شرعية فوزه، وتبع ذلك أعمال عنف عندما اغتصب وقتل وأنزح المؤيدون الكالنجينيون لموي الأنصار الكيكويوين المعارضين.
على الرغم من هجمات كالينجين على كيكويو التي تشكل غالبية العنف العرقي في كينيا، بقيت النزاعات العرقية بين القبائل أكثر تعقيدًا، واستمر هذا العنف لفترة طويلة بعد انتخابات عام 1992 مع تقارير عن أعمال عنف عقبت الانتخابات في الأعوام 1998 و2002 و2007. وعلى غرار انتخابات عام 1992، فاز الرئيس الحالي مواي كيباكي في الانتخابات التي نعتها مراقبون بأنها تحمل عيوبًا شديدة. قام شعب كالنجين الذي دعم زعيم المعارضة رايلا أودينغا، بحرق منازل أفراد الكيكويو الذين دعموا السيد كيباكي وضربهم حتى الموت.
بعد أسابيع من الانتخابات، انتقم الكيكويويون بعنف وأجبروا المجموعات العرقية الأخرى على خروج المناطق التي يسيطرون عليها. تسببت أعمال العنف التي أعقبت الانتخابات في مقتل أكثر من 800 شخص وتشريد 300000 شخص على الأقل.

### العنف والشغب التالي لانتخابات 1992
كانت الانتخابات العامة متعددة الأحزاب في عام 1992 مليئة بالمخالفات، حيث منع بعض المرشحين المعارضين ممانعة حتى بدنية من تقديم أوراق ترشيحهم. قام كل من الرئيس الحالي ومن بعده الرئيس دانييل أراب موي بحملته في كافة أنحاء البلاد بحرية بينما لم يستطع قادة الأحزاب الأخرى فعل ذلك، وبينما لم تتمكن المعارضة من القيام بحملاتها بحرية، اجتاح الرئيس موي البلاد بحرية باستخدام الموارد الحكومية. علاوة على ذلك، احتكر الرئيس التغطية الإعلامية من هيئة الإذاعة الرسمية وهيئة الإذاعة الكينية (KBC).
كانت الانتخابات العامة لعام 1988 أسوأ مثال على التدخل في العملية الانتخابية، حين أذيع الكثير من المرشحين الخاسرين على أنهم فائزين. كان «كانو» الحزب الحاكم آنذاك وقد وفّر بالفعل احتكار السلطة السياسية من خلال تعديل دستوري عام 1982 جعله الحزب السياسي الوحيد.
في اشتباكات عام 1991، تعرضت مجموعات عرقية غير كالينجين وماساي "لهجوم وأُحرقت منازلهم ونُهبت ممتلكاتهم وفي بعض الحالات، قُتل بعضهم أو أُصيبوا بجروح خطيرة بأسلحة تقليدية مثل الأقواس والسهام والرماح والفؤوس والسيوف والهراوات.

### لجنة الحقيقة والعدالة والمصالحة في كينيا
لجنة الحقيقة والعدالة والمصالحة في كينيا (TJRC) هي جزء من عنصر المساءلة في الأجندة الرابعة من الاتفاق الوطني الموقع عام 2008. تساهم اللجنة من خلال معالجة سبب وآثار الظلم التاريخي والانتهاكات الجسيمة لحقوق الإنسان في تحقيق الوحدة الوطنية والمصالحة والإبراء. أُنشئت اللجنة بموجب قانون برلماني (قانون لجنة الحقيقة والعدالة والمصالحة رقم 6 لعام 2008) للتحقيق في الانتهاكات الجسيمة لحقوق الإنسان وغيرها من المظالم التاريخية في كينيا بين 12 كانون الثاني/ ديسمبر عام 1963 و28 شباط/ فبراير عام 2008. توفر الأجندة الرابعة لعملية الحوار الوطني والمصالحة لعام 2008 والتي تتعلق بقضايا طويلة الأمد والإصلاحات، تؤمن إطار «للعدالة الانتقالية» التي تدير أجندتها لجنة الحقيقة والعدالة والمصالحة.
دعا المجتمع المدني في كينيا إلى عملية الحقيقة والعدالة والمصالحة منذ عام 2002 عندما تولت حكومة NARC السلطة بعد حكم الرئيس موي الذي دام 24 عامًا. في عام 2003، أوصت إحدى فرق العمل التي عينتها الحكومة بإنشاء لجنة الحقيقة والعدالة والمصالحة. ولو كانت هذه التوصية قد نُفّذت في ذلك الوقت، لكانت الدولة ربما تجنبت أعمال الشغب والعنف التي شهدتها تلو انتخابات كانون الثاني/ ديسمبر عام 2007.

### تكليفات لجنة الحقيقة والعدالة والمصالحة
تتمتع لجنة الحقيقة والعدالة والمصالحة في كينيا بالقدرة على التحقيق والتحري فيما حدث بين عامي 1963 و2008 فيما يتعلق بالانتهاكات الجسيمة لحقوق الإنسان والجرائم الاقتصادية والاستيلاء غير القانوني على الأراضي العامة وتهميش المجتمعات والعنف العرقي والسياق الذي وقعت فيه الجرائم وتثقيف الجمهور حول نتائجها. ومع ذلك، لا تتمتع اللجنة بسلطة المقاضاة. يمكنها التوصية بالمحاكمة ومنح تعويضات للضحايا والقيام بالتغييرات المؤسسية بالإضافة إلى العفو مقابل الإدلاء بالحقيقة بالنسبة للجناة الذين لم يرتكبوا انتهاكات جسيمة لحقوق الإنسان.

## أهدافها
من خلال عملها ستتابع اللجنة تحقيق الأهداف التالية:
- الحقيقة: من خلال إنشاء سجل دقيق وكامل وتاريخي لانتهاكات حقوق الإنسان والظلم التاريخي بالإضافة إلى تثقيف الجمهور
- العدالة: العدالة الجنائية والعدالة الإصلاحية والعدالة الاجتماعية من خلال توصيات بالمحاكمة والعفو والتعويض
- السلام والوحدة الوطنية
- الإبراء والمصالحة (الوطنية والفردية)
- استعادة الكرامة الإنسانية للضحايا والجناة

بالإضافة إلى أهداف محددة للتحقيق في انتهاكات حقوق الإنسان:
لإنشاء سجل دقيق وكامل وتاريخي لانتهاكات حقوق الإنسان التي ارتكبت في الفترة ما بين 12 كانون الثاني/ ديسمبر عام 1963 و28 شباط/ فبراير عام 2008، مثل:
- عمليات الاختطاف والاختفاء والاحتجاز والتعذيب والقتل والمذابح والقتل خارج نطاق القضاء والجرائم ذات الطابع الجنسي ضد الضحايا الإناث ومصادرة الممتلكات التي يتعرض لها أي فرد.
- التحقيق في الانتهاكات الجسيمة للقانون الدولي لحقوق الإنسان وتحديد المسؤولين عن ارتكابها.
- التحقيق وتقديم التعويض عن الجرائم ذات الطبيعة الجنسية ضد الضحايا الإناث.
- التحقيق في السياق والأسباب والظروف التي وقعت في ظلها الانتهاكات الجسيمة لحقوق الإنسان.
- تحديد الجهات الفاعلة التي يُزعم أنها تصرفت نيابة عن أي هيئة عامة والمسؤولة عن الانتهاكات الجسيمة لحقوق الإنسان، بالإضافة إلى محاكمة الأشخاص المسؤولين عن هذه الانتهاكات.
- التعرف على ضحايا الانتهاكات الجسيمة لحقوق الإنسان وتعويضهم
- تسهيل منح العفو المشروط للأشخاص الذين يكشفون بالكامل عن جميع الحقائق المتعلقة بالانتهاكات الجسيمة لحقوق الإنسان والجرائم الاقتصادية والذين يمتثلون لمتطلبات قانون اللجنة.

- أهداف محددة للتحقيق في جرائم الأراضي العامة
- التحقيق في الجرائم الاقتصادية بما في ذلك الفساد والرشوة واستغلال الموارد الطبيعية واتخاذ الإجراءات حيالها إن وُجدت.
- التحري في التخصيص المخالف وغير القانوني للأراضي العامة، من حيث التمليك أو تحويل الحالات.
- التحري في الواقع أو إظهاره ومن ناحية أخرى إظهار التهميش الاقتصادي الملموس للمجتمعات.
- التحري في إساءة استخدام المؤسسات العامة لتحقيق أهداف سياسية.
- تثقيف ومشاركة الجمهور وإعطاءهم دعاية كافية لعمل اللجنة.

أهداف محددة بإجراءات التوصية:
تقديم توصيات رداً على انتهاكات حقوق الإنسان المنصوص عليها في الشروط التالية:
- سياسة أو تدابير الإصلاح الهادفة إلى منح التعويضات وإعادة الكرامة المدنية والإنسانية للضحايا.
- منع انتهاكات حقوق الإنسان والاعتداءات من خلال التدابير المؤسسية والإدارية والتشريعية
- منح العفو المشروط للأشخاص الذين يدلون بالحقيقة الكاملة.
- مقاضاة الجناة أو الأشخاص المعنيين.
- تعزيز الإبراء والمصالحة والتعايش بين المجتمعات العرقية.

تقدم التوصيات في الشؤون التالية:
- الإصلاحات وغيرها من التدابير اللازمة لتحقيق هدف اللجنة، وتوجيه أي قضية محددة واتخاذ الإجراءات حيالها
- الآلية أو الإطار والترتيب المؤسسي في هذا الصدد لتنفيذ توصيات اللجنة
- تنفيذ تقارير لجان التحقيق ذات الصلة.
- إعادة ملكية الأراضي العامة المكتسبة من خلال التخصيص المخالف وغير القانوني أو تحديد هذه القضايا.
- معالجة التهميش الاقتصادي الحقيقي أو المتصور للمجتمعات.